# Florilegium (Werk)

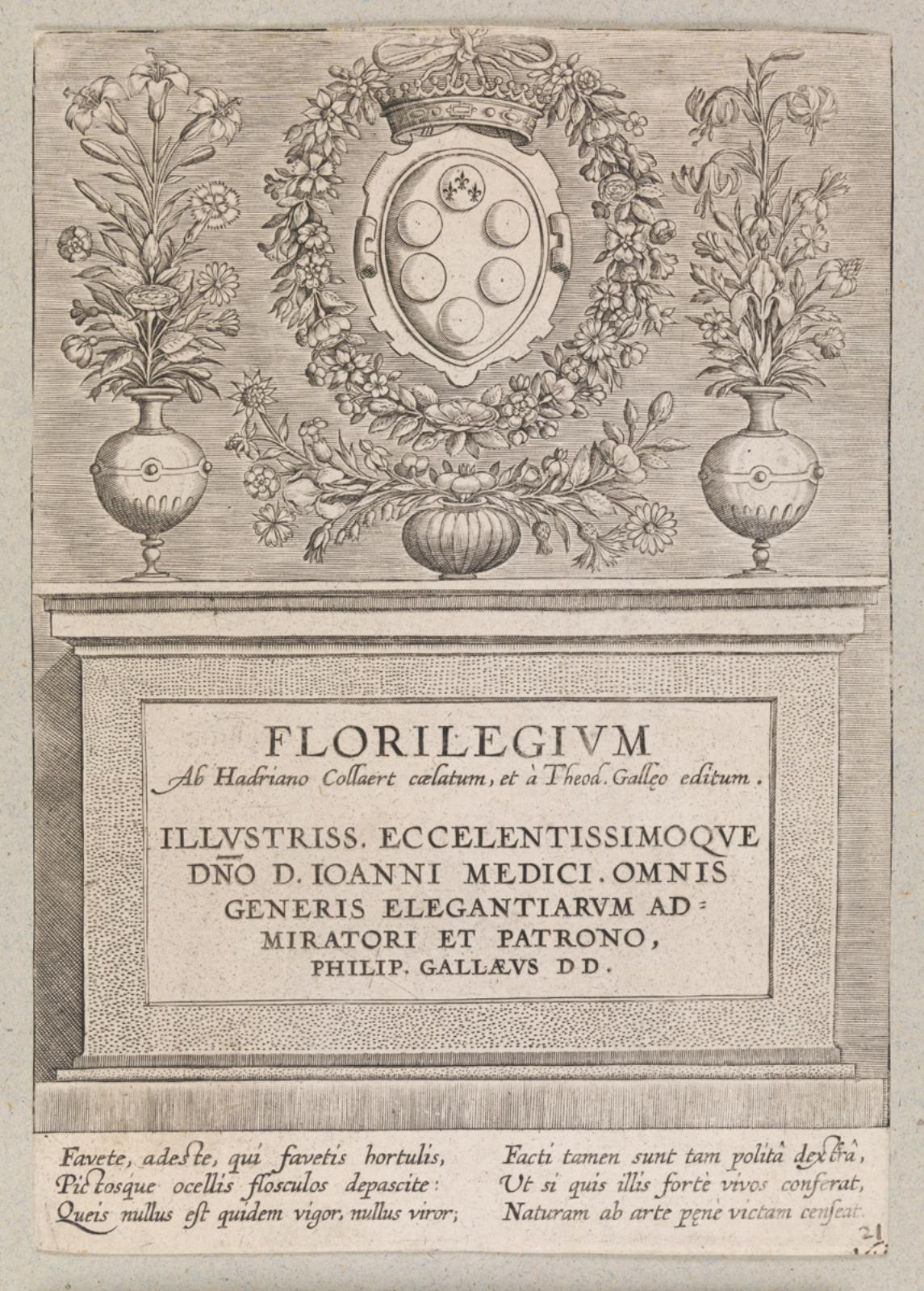
Kupfertitel des Florilegium ab Hadriano Collaert coelatum, et á Philip. Galleo editum. In der oberen Hälfte ist zwischen Blumenvasen das Familienwappen der Medici abgebildet.

Florilegium ist ein um 1587/1589 veröffentlichtes Werk des niederländischen Kupferstechers Adriaen Collaert (um 1560–1618). Es ist eines der ersten Werke, das Blumenmotive als zentrales Thema hat, und zugleich die erste bekannte Verwendung des Wortes „Florilegium.“ Collaerts Werk beeinflusste spätere botanische Künstler, darunter Crispin de Passe und dessen Werk Hortus floridus (1615).

## Inhalt
Das Giovanni de’ Medici, einem Sohn von Cosimo I. de’ Medici, gewidmete Florilegium erschien in Antwerpen bei Philip Galle. Der Quartband besteht aus 24 Blättern. Die auf den Kupfertitel folgenden zwei Kupferstiche sind manchmal nicht nummeriert.
Der Kupfertitel trägt folgende Inschrift:
Auf der zweiten Tafel sind eine Frau (möglicherweise Maria Magdalena) und ein Mann (möglicherweise Jesus) vor einem Gartenparterre dargestellt. Darunter werden Verse aus dem Hohelied Salomos zitiert: “Ego flos campi, et lilium convallium sicut lilium inter spinas sic amica mea inter filias.” (deutsch: „Ich bin eine Blume des Scharon, eine Lilie der Täler. Wie eine Lilie unter Disteln, so ist meine Freundin unter den Töchtern.“) (Kapitel 2, Vers 1 und 2) und “Veni in hortum meum soror mea sponsa, meßui mijrram meam cum aromatibus meis” (deutsch: „Ich komme in meinen Garten, meine Schwester Braut, ich pflücke meine Myrrhe samt meinem Balsam“) (aus Kapitel 5, Vers 1) aufgeführt.
Auf der dritten Tafel ist ein Blumenstrauß in einer Vase abgebildet. Die übrigen (immer nummerierten) Tafeln zeigen lose zusammenhängende Blumenmotive, darunter Rosen, Disteln, Nelken, Lilien, Schwertlilien und Ringelblumen.

## Illustrationen

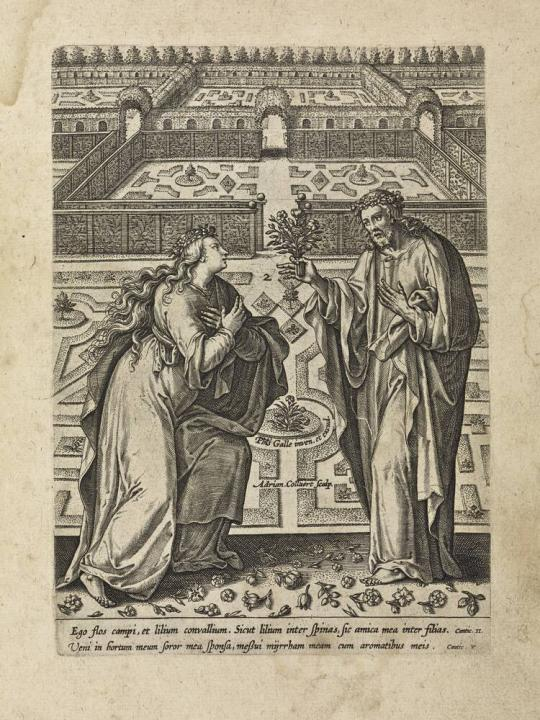
Tafel 2
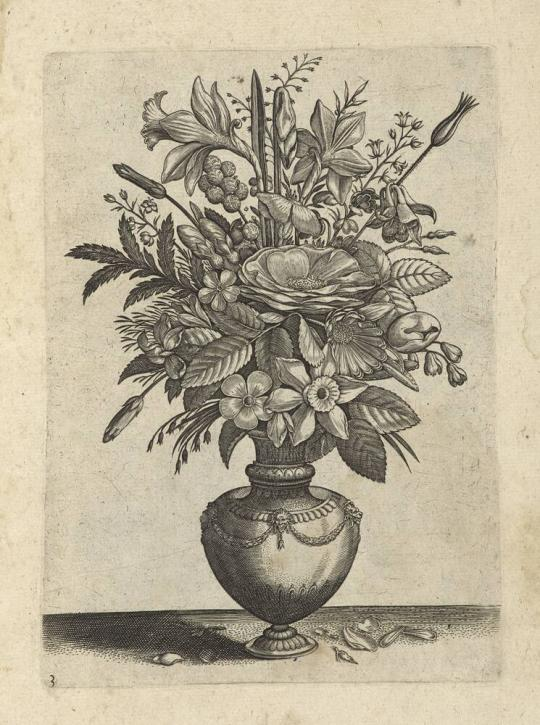
Tafel 3

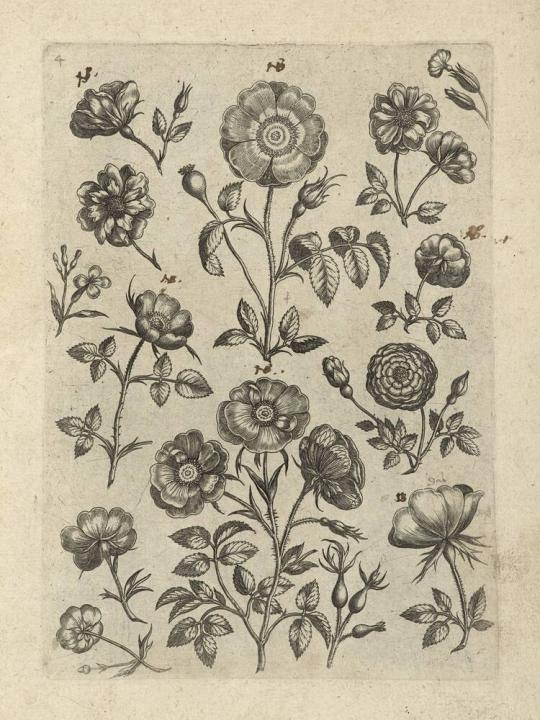
Tafel 4
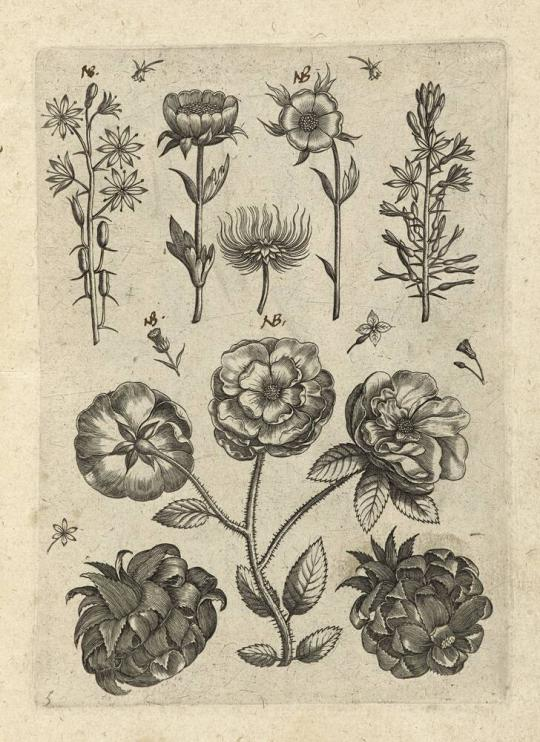
Tafel 5
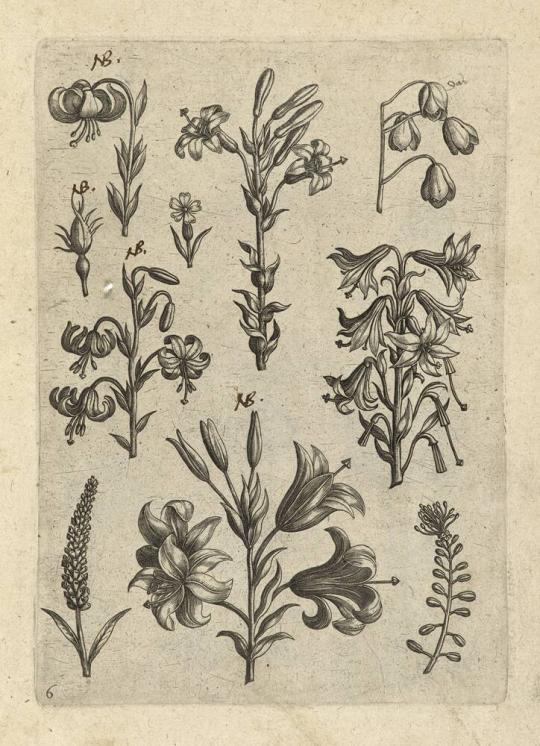
Tafel 6
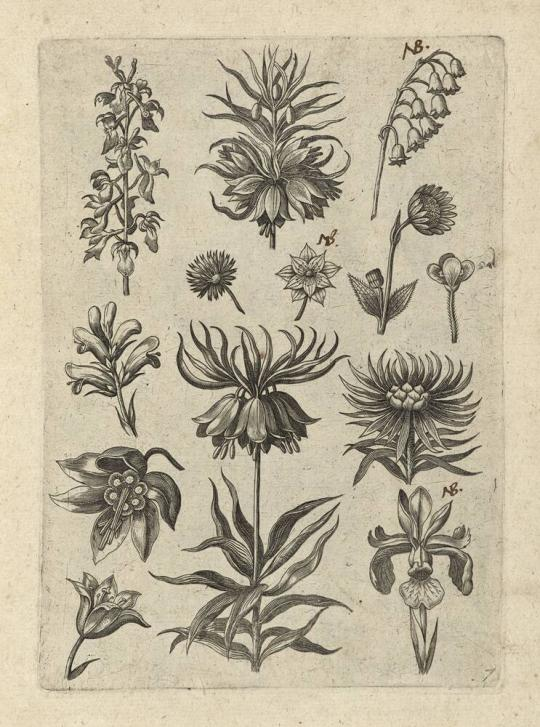
Tafel 7
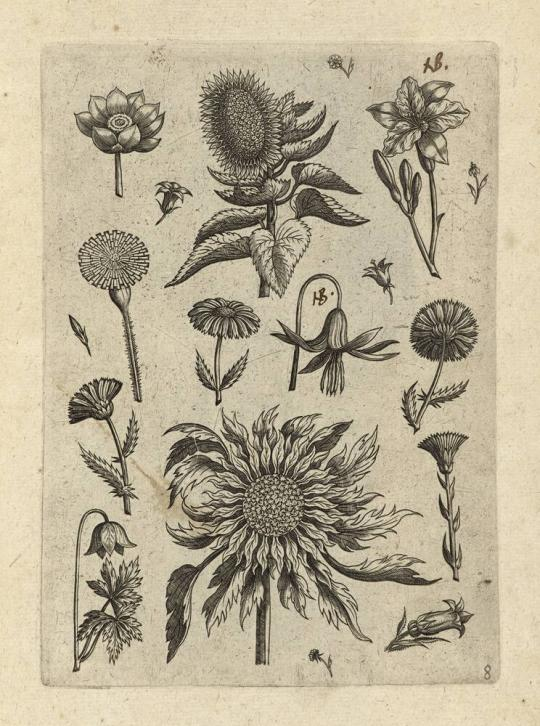
Tafel 8
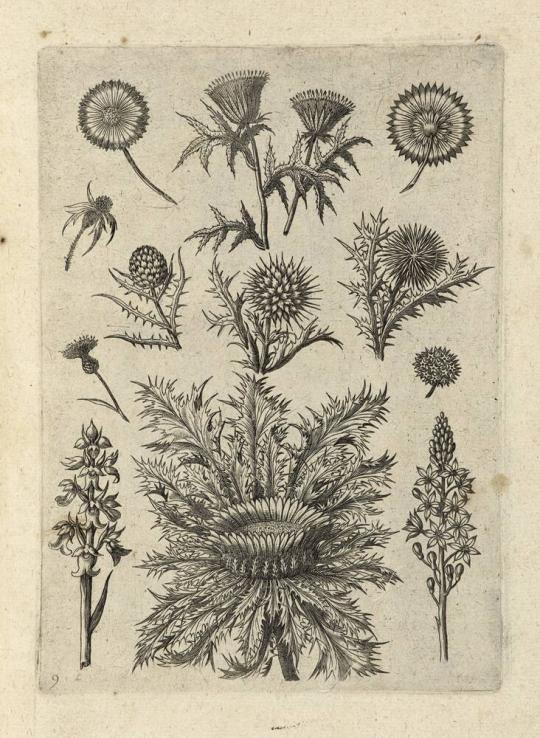
Tafel 9
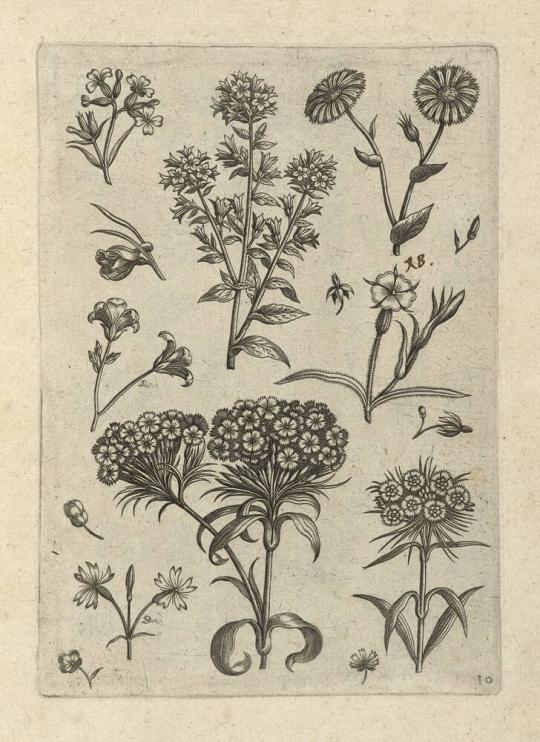
Tafel 10
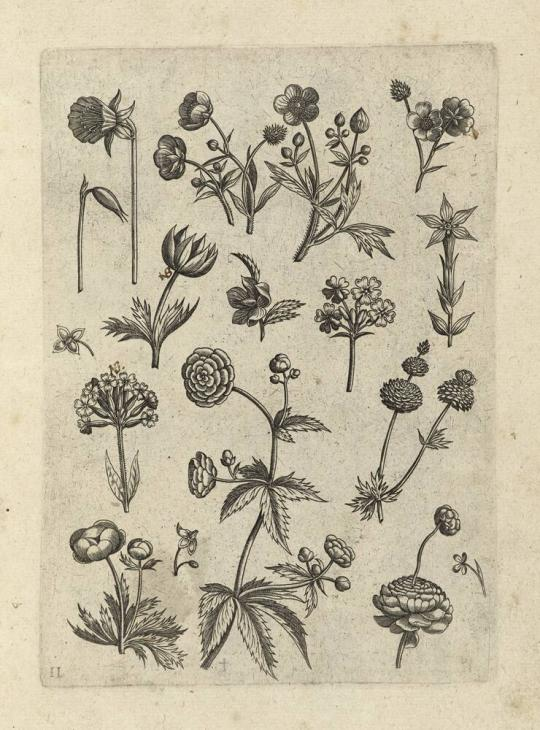
Tafel 11
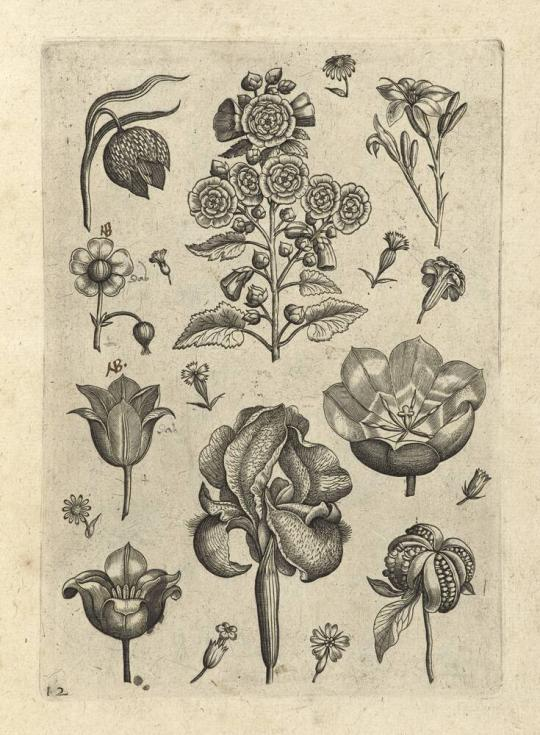
Tafel 12
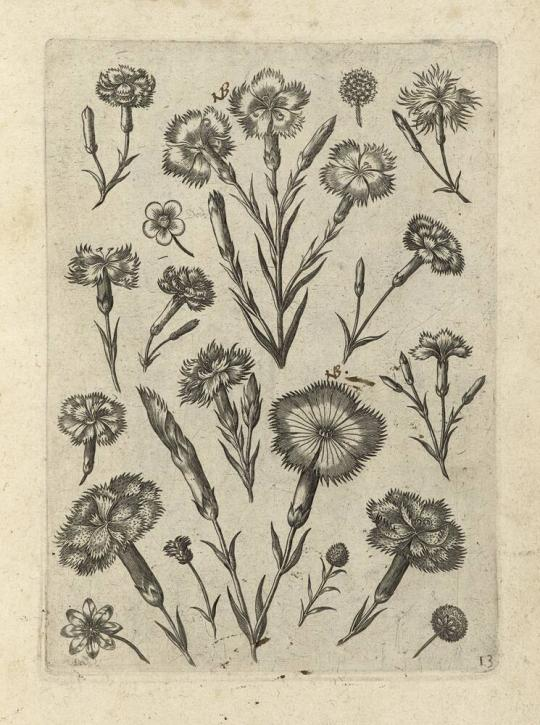
Tafel 13
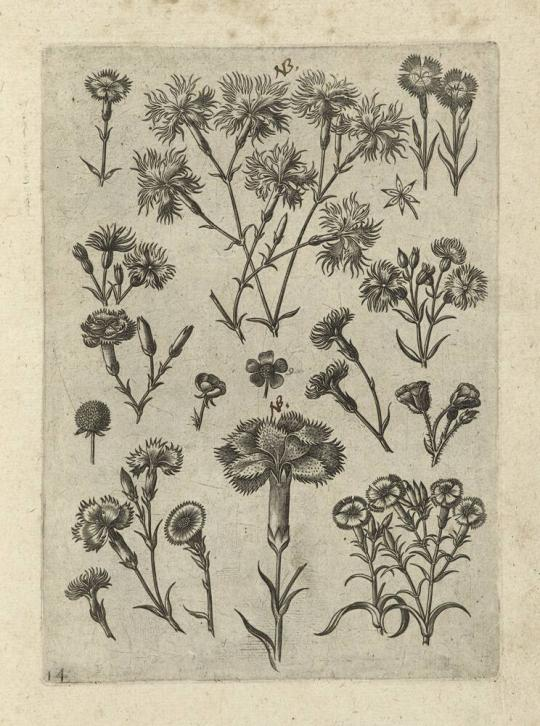
Tafel 14
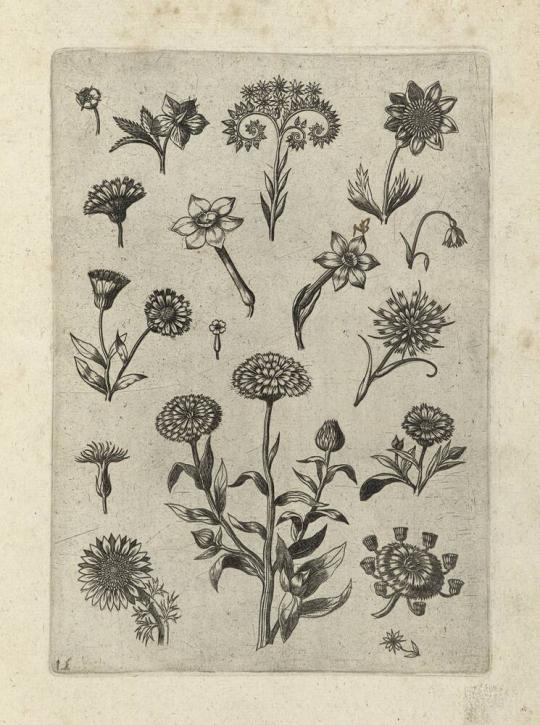
Tafel 15
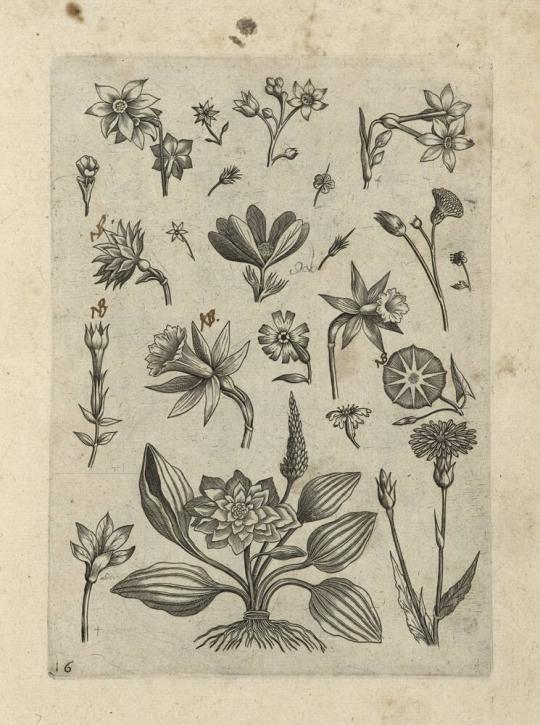
Tafel 16
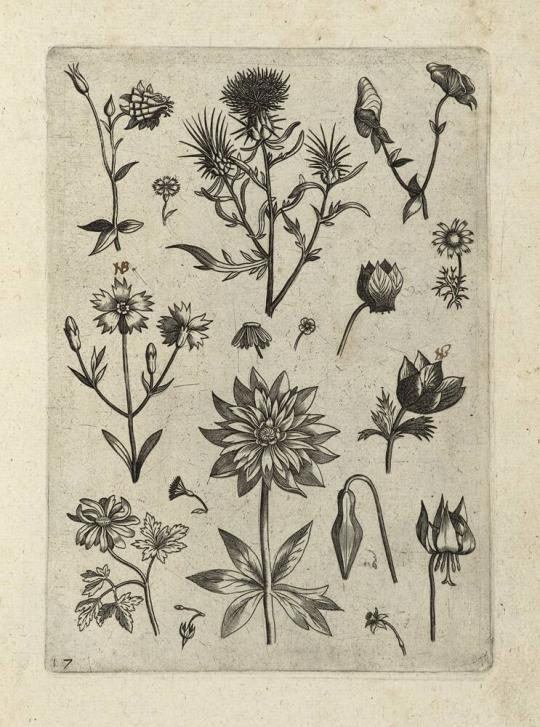
Tafel 17
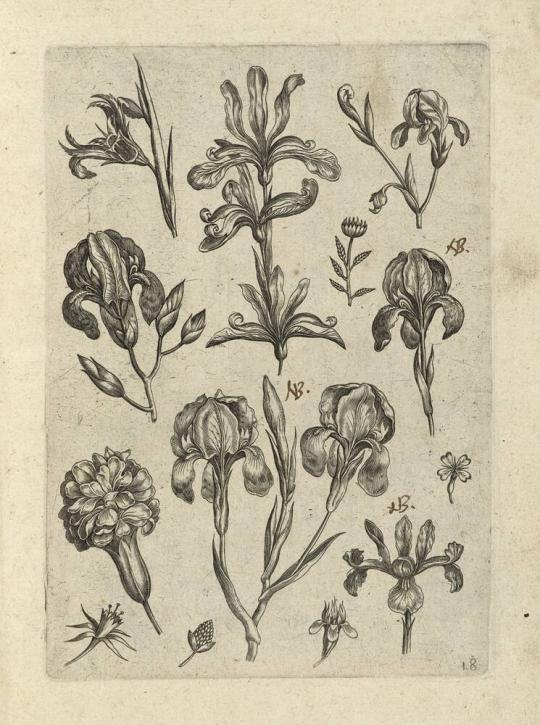
Tafel 18
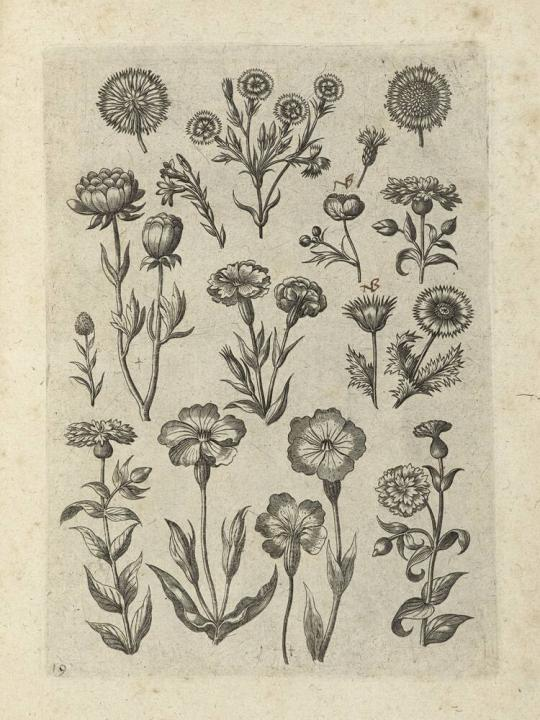
Tafel 19
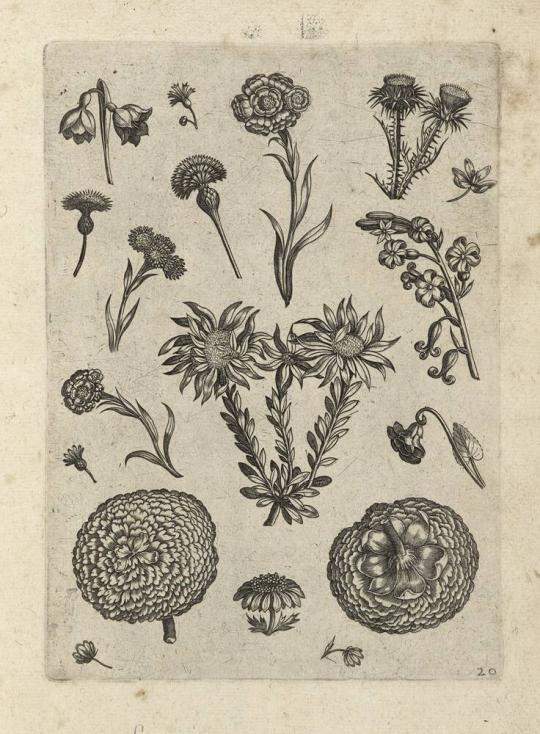
Tafel 20
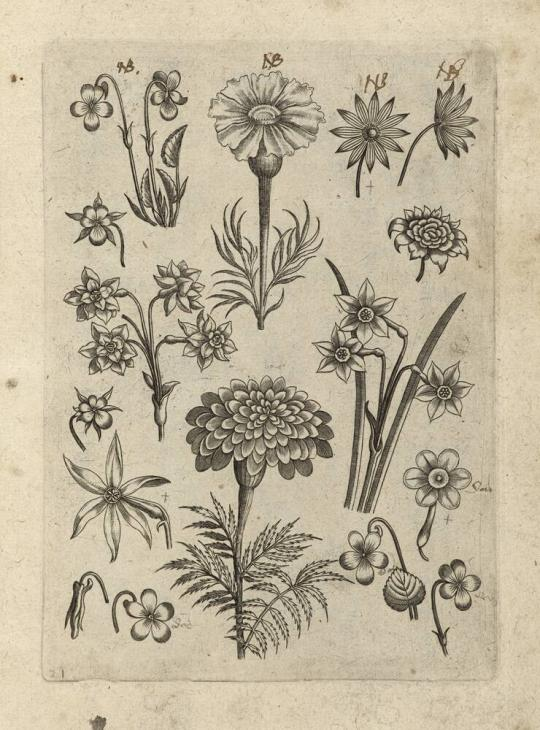
Tafel 21
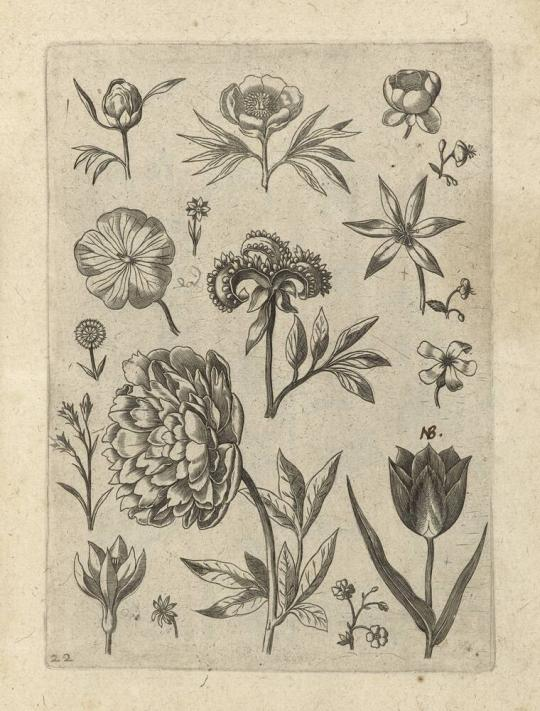
Tafel 22
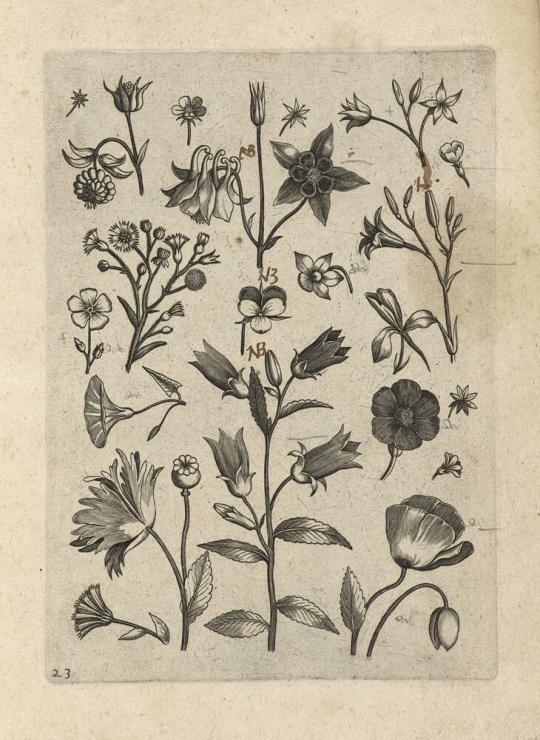
Tafel 23
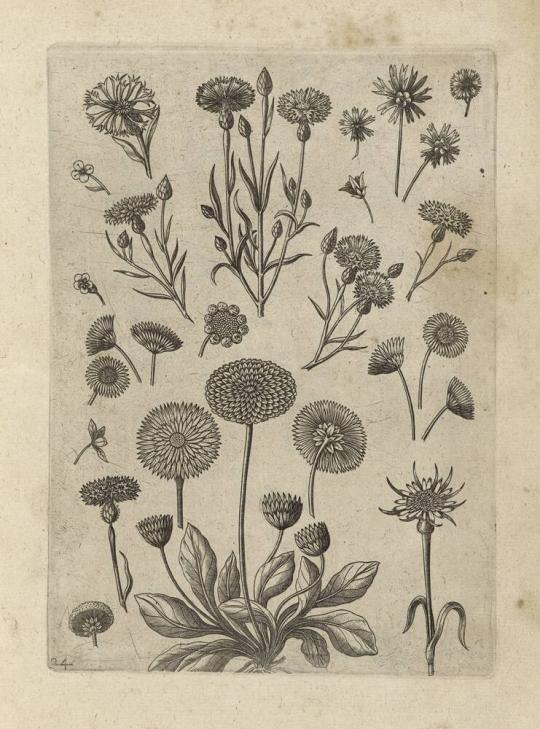
Tafel 24